# Montes Elburz
Los montes Elburz (en persa: البرز), también escrito Alburz o Alborz o incluso Elbruz, es una cordillera al norte de Irán, que se extiende desde los límites de Armenia hasta el mar Caspio, y termina en los límites de Turkmenistán y Afganistán. Incluye la mayor altura de Oriente Medio, el monte Damavand con 5610 m de altitud.
Los montes Elburz tienen, debido a su altura, nieves perpetuas en sus cimas. Forman una barrera entre el mar Caspio y la meseta iraní. Son los responsables de la sequedad del clima de Irán, porque bloquean los vientos húmedos que vienen del Caspio hacia el sur. Por la misma razón, porque frenan la brisa húmeda que viene del Caspio, las laderas septentrionales de los montes y la costa sur del Caspio es una zona húmeda y cálida, llena de vegetación.  
Los montes Elburz se extienden en dirección oeste-este a lo largo de un arco de 600 km, cuya extensión mínima es de 60 km y la máxima de 130 km. Está conformada por series sedimentarias que datan del alto Devónico al Oligoceno, predominantemente calizas jurásicas sobre un núcleo de granito. 
Entre los sitios de interés están la fortaleza medieval de Alamut y varias estaciones de esquí, algunas de las cuales son consideradas de las mejores del mundo, como Dizin.
Esta cordillera no debe confundirse con el monte Elbrús en el Cáucaso, cuyo nombre también se deriva de la legendaria montaña Harā Bərəzaitī del Avesta.

## Geografía

### Ubicación
Elburz es una cadena montañosa que se extiende a lo largo de unos 1300 kilómetros, ciñendo la orilla sur del mar Caspio, principalmente en Irán. Su extremo occidental está en la frontera con Armenia y el enclave azerbaiyano de Najicheván, al sur del río Arax y el oriental alcanza casi los confines de Turkmenistán. Así, abarca, de oeste a este, las Provincias iraníes de Azerbaiyán oriental, Ardabil, Zanyán, Guilan, Qazvin, Alborz, Mazanderan, Teherán, Semnan, Golestán y Jorasán Norte. También atraviesa las raiones de Cəlilabad, Masallı Yardımlı, Lerik, Lənkəran y Astara. Limita con el Cáucaso Menor al noroeste, con el altiplano Armenio al oeste, con la Cordillera Central Iraní al suroeste, con los Montes Aladagh y el Kopet-Dag al noreste, mientras que al sur domina la meseta iraní. La llanura costera con el mar Caspio no supera los cuarenta kilómetros y en algunos lugares se reduce a menos de un kilómetro.

### Topografía

#### Geomorfología

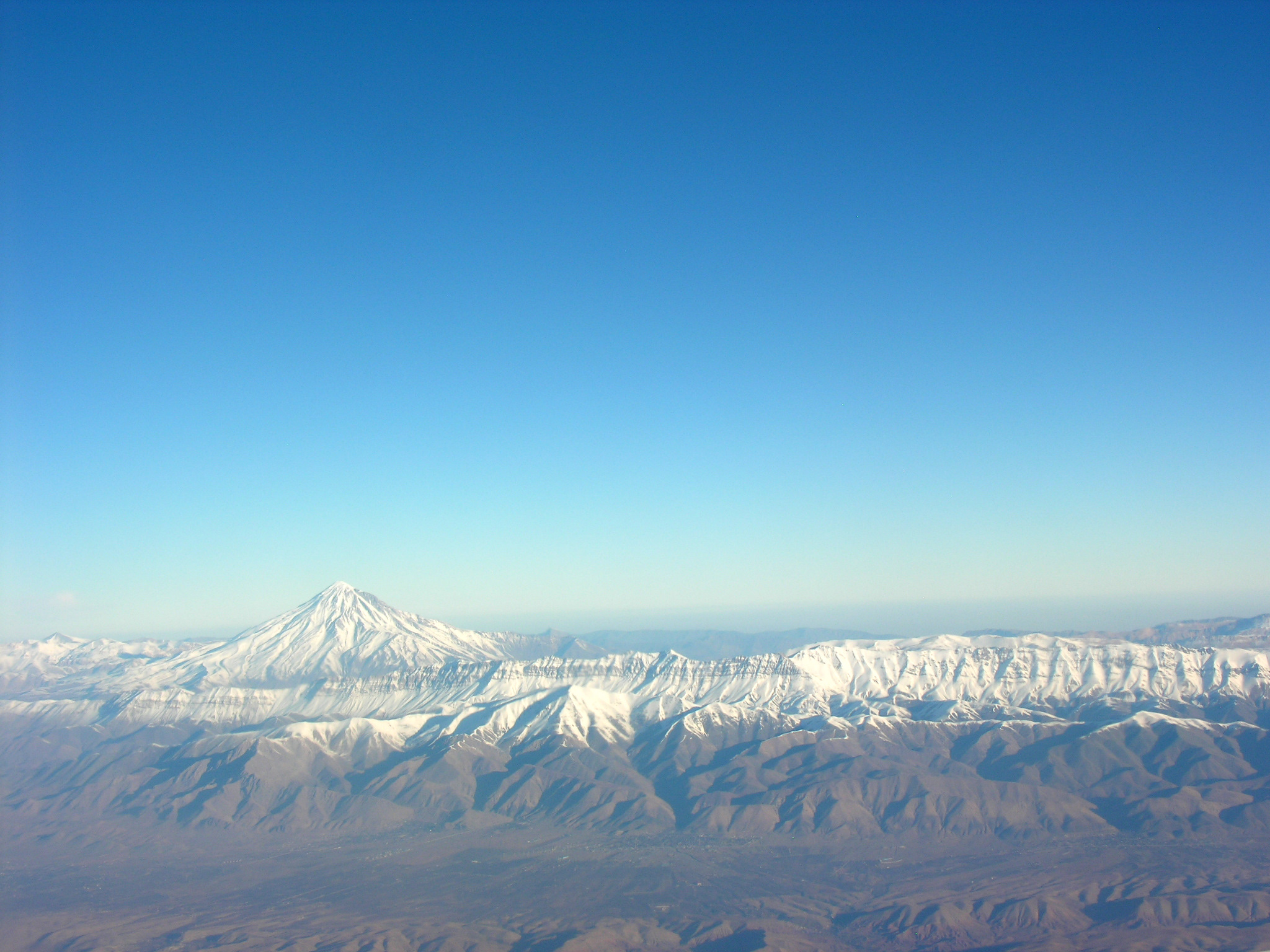
Vista aérea, cresta dominada por un cono volcánico, ambos cubiertos de nieve, bajo un gran cielo azul; en la boca del valle, en el centro de la imagen, se observa un abanico aluvial.

El río Sefid-Rud, que desemboca en el mar Caspio, es el único que atraviesa Elburz de lado a lado, formando una clusa a lo largo de un eje suroeste-noreste cerca de la ciudad de Rasht. Sus desfiladeros son, por tanto, un importante punto de paso y separan la parte occidental de la cordillera, incluidos los montes Talych, de su parte central. Esta última se extiende por 400 kilómetros y no tiene más de 120 kilómetros de ancho. Tiene muchos valles incisos: el paso de Kandevan conecta el del río Chalus al norte con el del río Karaj al sur, mientras que el paso de Gaduk conecta el valle del río Talar al noreste con el del río Hableh Roud al suroeste. El monte Damavand, el punto más alto de la cordillera con 5610 metros de altitud, se encuentra a medio camino entre estos dos pasos, 75 kilómetros a cada lado en línea recta; entre ellos la cresta axial rara vez baja de 3500 metros. Aparte de este volcán topográficamente aislado, los picos más altos del Elburz central, incluido el Alam Kuh de 4850 metros de altitud, se encuentran en el macizo Tajt-e Soleimán, en un nodo orográfico al noroeste del paso de Kandevan. Al suroeste de este macizo, entre los valles de Alamut y Taléghan, que constituyen dos ramales del Sefid Roud paralelos al eje de las crestas principales, se encuentra el Kuh-e Alborz, a 4056 metros de altitud. El Tochal domina Teherán, situado a una altitud media de 1300 metros, hasta 3942 metros. El área de distribución se amplía en su parte noroeste. En el lado opuesto, al este del río Tajan, el Elburz oriental, llamado en todo o en parte Shah Kuh, por su macizo más alto, se extiende 300 kilómetros de largo por 50 kilómetros de ancho, a lo largo de un eje oeste-suroeste - este-noreste. Consta de cordilleras entrelazadas que culminan en 3767 metros, con un marcado descenso de altitud hacia el este, separadas por unos pocos pasos relativamente bajos.
Con vistas a la -29 m de elevación del mar Caspio, las laderas del norte son más empinadas y tienen un relieve más agudo que las laderas del sur bordeadas por la meseta iraní de 1500 m s. n. m. de media. La parte delantera de la cordillera, en relación con el Caspio, es relativamente regular, mientras que el Anti-Elburz, al sur, presenta cordilleras discontinuas. Los ríos de la vertiente sur han dejado grandes cono aluvial en su desembocadura en la meseta iraní.

Sección altimétrica, meseta a 1000 m por un lado, llanura costera ligeramente por debajo del nivel del mar por el otro, separada por montañas a 3500 m - Desde Teherán hasta el Mar Caspio.
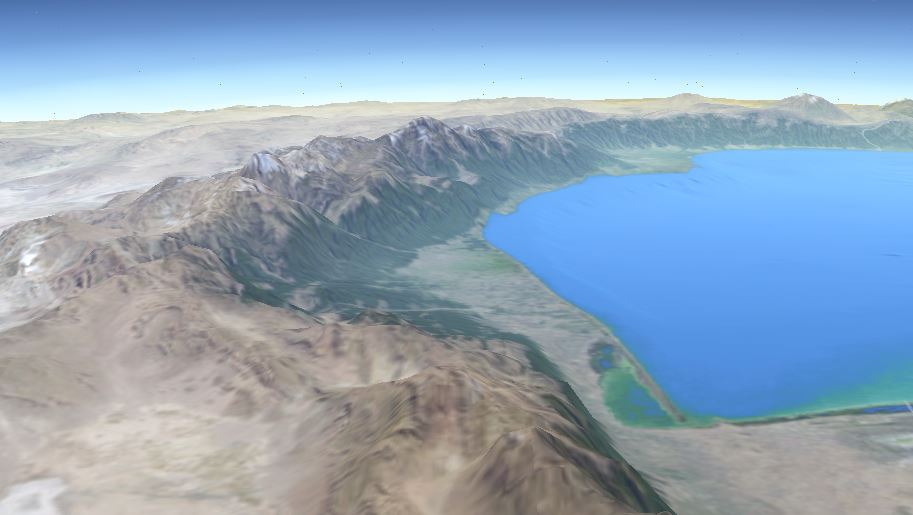
Imagen de compilación, montañas que rodean el mar abruptamente a la derecha y una meseta con pendientes más suaves a la izquierda. Cordillera de Elburz mirando al oeste, con el Mar Caspio a la derecha.

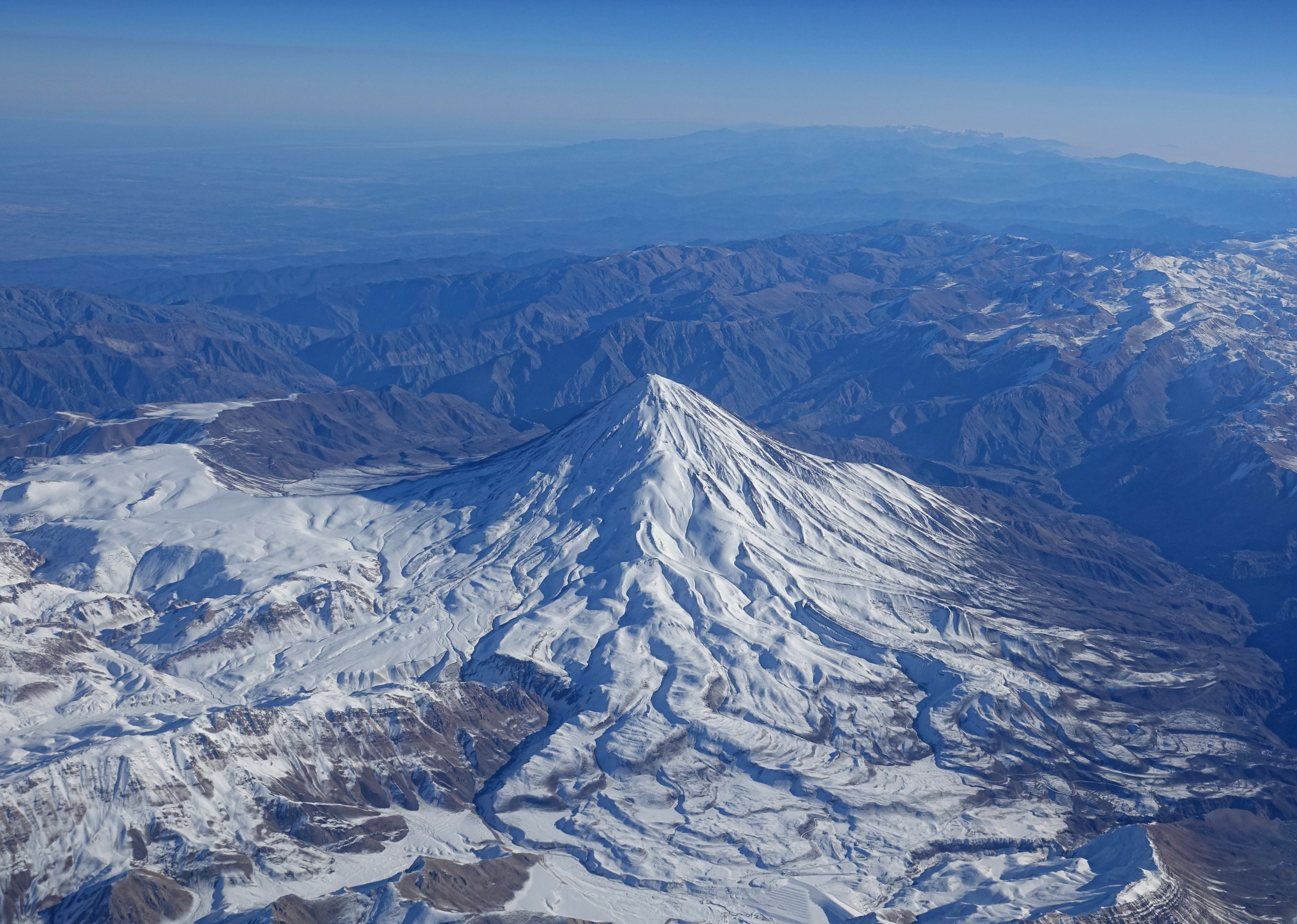
Vista aérea del Monte Damavand desde el suroeste.

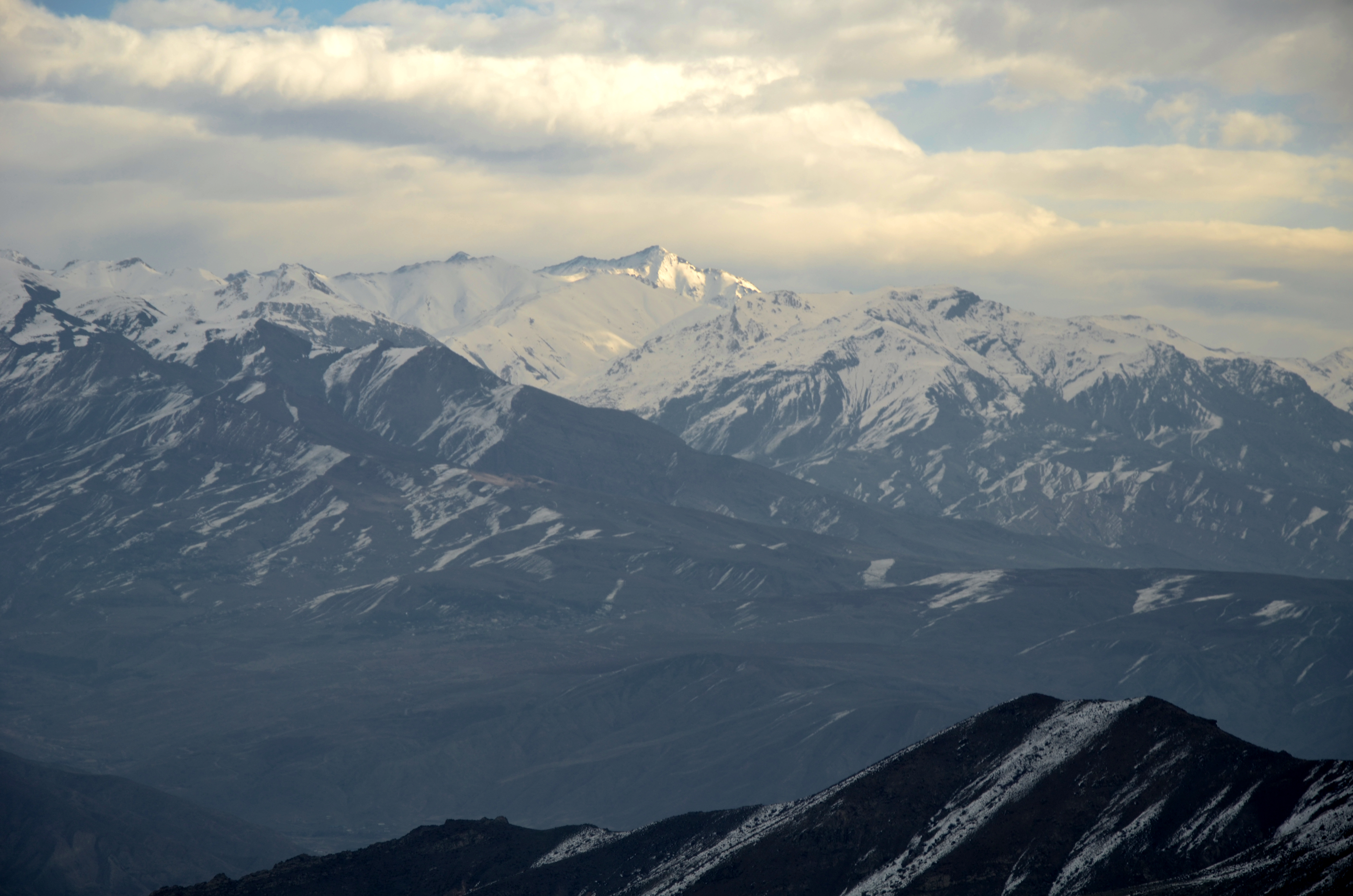
Vista de Alam Kuh desde el oeste.

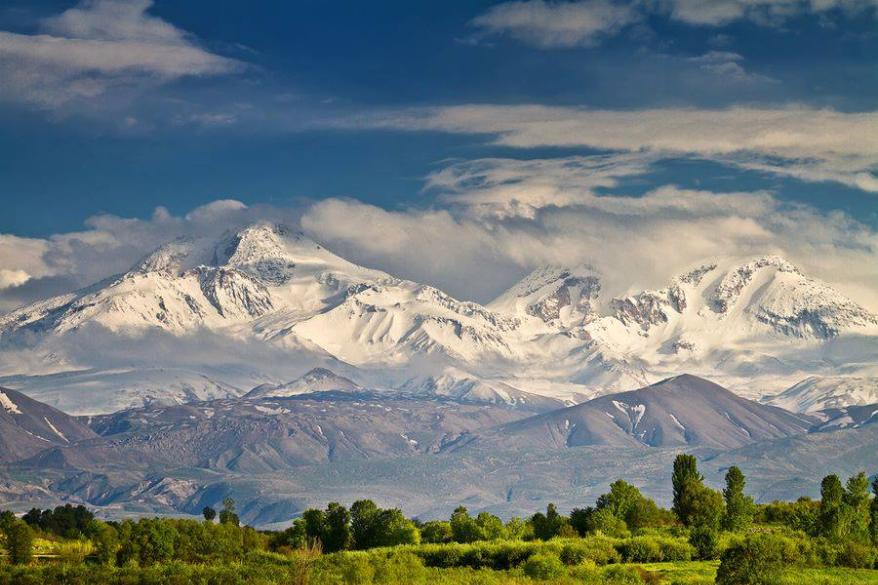
Vista del Savalan.

Los picos más altos de Elburz son (en altitud descendente)}:

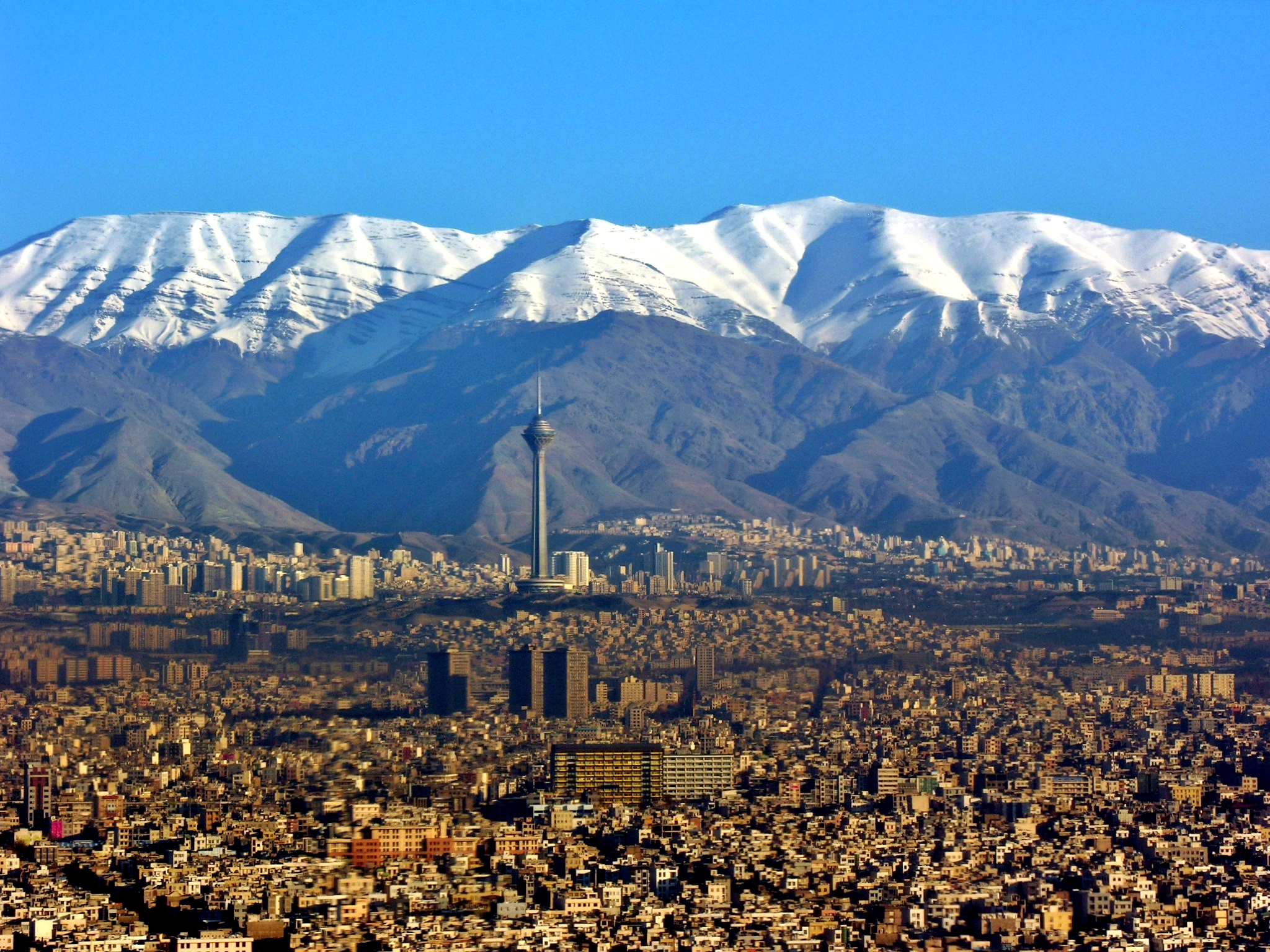
Vista de los montes Elburz desde Teherán.

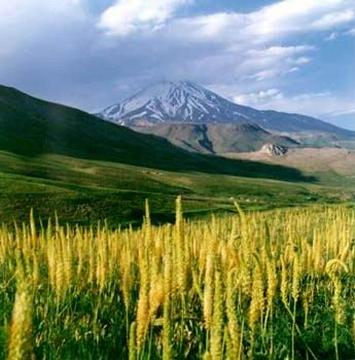
El Damavand es la montaña más alta del Elburz.

| Elburz medios | Elburz occidentales                                                                       | Macizo Suleimán |
| --- | ----------------------------------------------------------------------------------------- | --- |
| - Damavand, 5610 m - Kholeno, 4385 m - Azad Kuh, 4375 m - Nazer, 4350 m - Paloon Gardan, 4250 m - Koloon Bastak, 4200 m - Sarakchal, 4150 m - Varevasht, 4100 m - Kharsang, 4100 m - Tochal, 3960 m - Mehrchal, 3920 m - Atas hkuh, 3850 m - Shah Neshin, 3850 m - Binalud, 3211 m - Sharbak, 1694 m | - Sialan, 4250 m - Shah Alborz, 4200 m - Khashechal, 4180 m - Naz, 4100 m - Kahar, 4050 m | - Alam Kuh, 4850 m - Khersan Norte, 4680 m - Khersan Sur, 4659 m - Pico Takht-e-Suleyman, 4659 m - Siahsang, 4604 m - Haft khan, 4537 m - Chaloon, 4516 m - Siahgook Sur, 4500 m - Siahgook Norte, 4445 m - Siah Kaman, 4472 m - Shaneh kuh, 4465 m - Kalahoo, 4412 m - Gardoon kuh, 4402 m - Mian-sechal, 4348 m - Lashgarak, 4256 m - Zarin kuh, 4200 m - Alanehsar, 4050 m - Korma kuh, 4020 m - Pasand kuh, 4000 m - Siahleiz, 3975 m |

### Hidrografía
Elburz está dividido casi en su totalidad entre dos zonas de captación: la cuenca aralo-caspiana al norte y la cuenca de la meseta central iraní al sur; en el extremo occidental, la llanura atravesada por el Aji Chay entre el Savalan y el Bozgouch hacia Tabriz pertenece a la cuenca del lago Urmía. Por lo tanto, todas las aguas que fluyen en la cadena son endoreicas. En el Elburz Central, la principal cuenca hidrográfica, que separa la cuenca del Mar Caspio de la meseta iraní, suele tener la particularidad de no pasar por la cresta axial de la cordillera sino por el Anti-Elburz. Aparte del Arax, que recorre el extremo noroccidental de la cordillera, y del Sefid-Rud, que la atraviesa por completo entre sus partes occidental y central, la red hidrográfica hacia el norte está formada, en general, por ríos costeros. Hacia el sur, los ríos se dividen entre el lago Namak en el oeste y el Dacht-e Kavir en el este.
- Mapa de la cuenca del lago Urmía.

Mapa de la Cuenca de la Meseta Central Iraní y sus principales subcuencas.
Mapa de la cuenca del lago Urmía.
Mapa de la Cuenca de la Meseta Central Iraní y sus principales subcuencas.

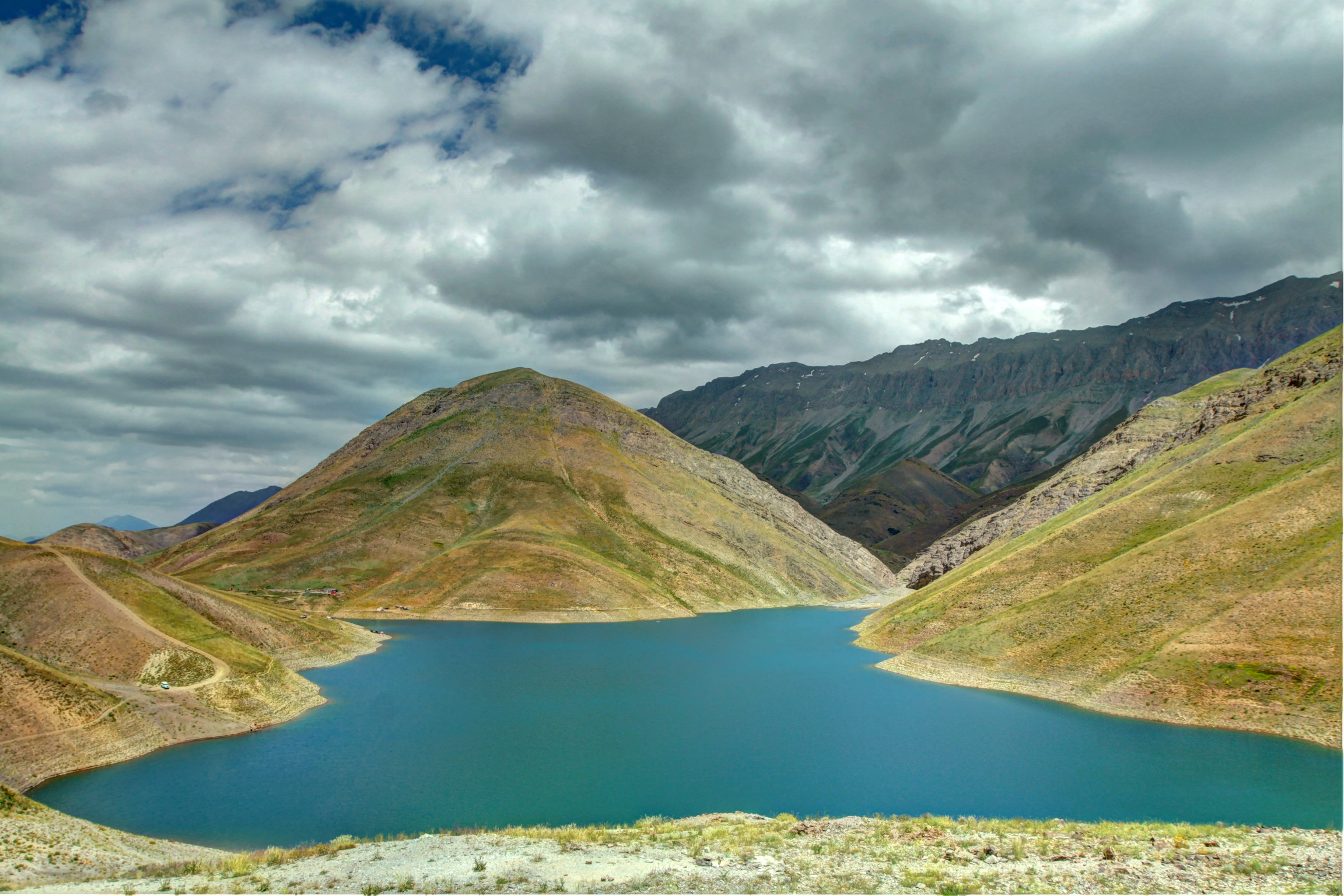
Pequeño lago de aguas turquesas en una cuenca montañosa con laderas de hierba bajo un cielo grisáceo.

El lago Neor, en los montes Talych, es el mayor lago natural de Elburz. Situado a 2500 m de altitud, es un lago de agua dulce poco profundo de origen glacial, con un nivel variable y una superficie máxima de 4 km². Los deslizamientos de tierra son un factor importante en la formación de lagos de montaña en la cordillera; entre ellos están los lagos Valasht, Chort, Shoormast, Evan, Tar, Havir e Imamzadeh-Ali. Los terremotos suelen ser los desencadenantes de estos desprendimientos. El fracaso de las presas naturales supone un riesgo para las poblaciones aguas abajo

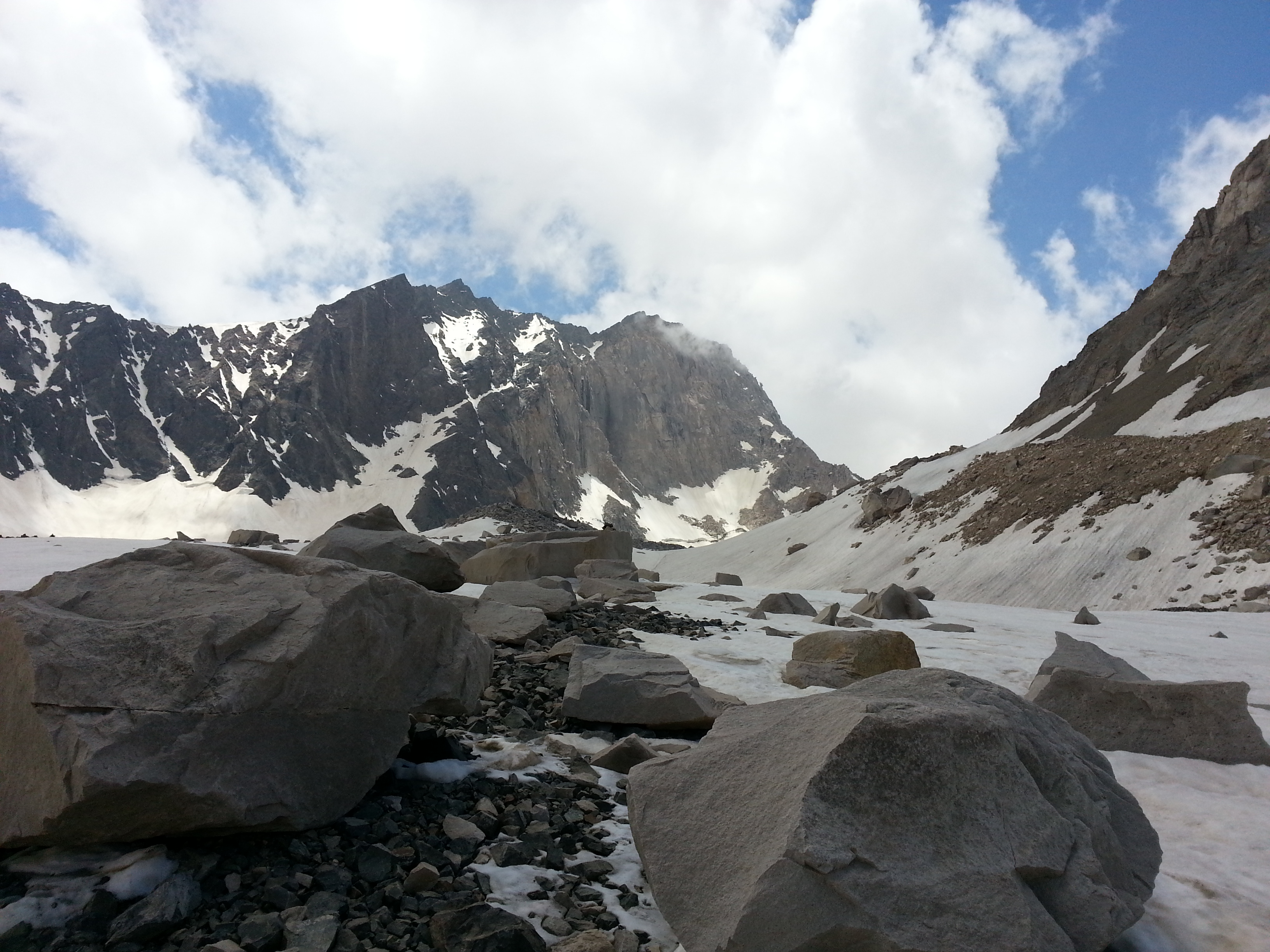
Vista de un glaciar sembrado de restos rocosos al pie del Alam Kuh en el Macizo de Takht-e Soleyman

En Elburz se encuentran tres de las cinco regiones glaciares de Irán (los otros dos están en los montes Zagros). Los glaciares están presentes en las laderas norte y este del monte Damavand. (glaciares Siuleh, Dubi-sel, Speleh, Khurtabsar y Yakhar), en el macizo de Takht-e Soleyman (glaciares Septentrionales - formados por los glaciares Alamchal, Patakht, Takht-e Soleyman - Occidental, Haft-Khan, Khersan y Merjikesh) donde constituyen un campo de hielo relativamente grande (7,5 km2), y en el Savalan (glaciares Septentrional, Herame-kasra, Herame-kasra Sudeste y Meridional). Debido a la pendiente y a un estadio nival más elevado, el espesor de los glaciares del monte Damavand, inferior a veinte metros, es menor que en el macizo de Takht-e Soleyman, donde puede alcanzar de cincuenta a ochenta metros. Además, los frentes glaciares no descienden allí por debajo de 3900 m, mientras que se sitúan entre 3600 mètres de altitud en el macizo de Takht-e Soleyman y en el Savalan. Las lenguas glaciares suelen estar cubiertas por una gruesa capa de escombros rocosos. Los penitentes de nieve se forman en las zonas de cumbre de Damavand y Savalan. Estos glaciares son un importante suministro de agua para el norte de Irán.

### Geología
A finales del Triásico, el microcontinente Cimmeria colisionó con Laurasia y el océano Paleotethys se cerró. Mientras que la colisión continental está precedida por la subducción en la región de los montes Aladagh al noreste, es más incierta en el Elburz. Parece dictada en gran medida por la geomorfología irregular del margen continental de Laurasia: presencia de terranas anteriores o un bloque elevado, prismas de acreción, cuencas de arco posterior y fallas. Sin embargo, el margen continental ya presenta la orientación oeste-este que caracteriza actualmente al Elburz. La acreción de los terrenos, compuestos por series de rocas sedimentarias que datan del Precámbrico al Triásico Medio, da lugar a la orogenia cimera.
En el borde norte del Elburz Central, los estratos superiores de rocas principalmente carbonato, producidos en un mar poco profundo después del Devónico, están parcialmente superpuestas por la Formación Shemshak, compuesta principalmente por rocas siliciclásticas (principalmente arena) acumuladas en una cuenca de antepaís de finales del Triásico a Jurásico. También hay basalto del Jurásico en el borde sur. La zona de sutura, en cambio, es claramente visible en el este de Elburz, al sur de Gorgan, donde la Formación Shemshak, Las calizas fuertemente plegadas del Cretácicos y los conglomerados del Paleoceno se superponen con una pronunciada discordancia de pilas de pizarras de la edad del Paleozoico. En el Elburz occidental, el Complejo de Shanderman es una lámina de empuje de rocas del Carbonífero de eclogita probablemente derivadas de fragmentos de corteza continental Orogénesis Varisca en la Transcaucasia y subductadas. También están presentes las rocas metamórficas, principalmente pizarra, así como filita y gneis, con intrusiones de granito, diorita y gabro, en parte recubiertas por la Formación Shemshak.
La colisión continental se reanuda antes del inicio del Cenozoico con el cierre del océano Neo-Tethys y el acercamiento de la Placa de Arabia hacia la Placa Euroasiática, en relación con la orogenia alpina. Así, a finales del Cretácico, una importante compresión de back-arc afecta al Elburz, especialmente a su parte sur, en relación con una doble subducción del Neo-Tethys y su Mar de Nain-Baft, correspondiente a la formación del Macizo Central Iraní y los Montes Zagros. En el Eoceno, una fase de extensión tectónica genera un arco volcánico; Las rocas volcánicas de la Formación Karaj, que recubre en particular los conglomerados del Elburz occidental, superan los 3000 metros en la parte sur de los Montes Talych y pierden espesor hacia el este y el norte. También existe exhumación de rocas en el ámbito extensivo. Esto se ralentiza bruscamente durante el Oligoceno. Las cuencas intermontanas de Taleghan y Alamut se desarrollan en relación con la formación lagunar a lacustre de Qom en el actual centro de Irán. Se identifica un nuevo episodio de compresión en el Neógeno-Cuaternario. La exhumación se reanuda, salvo una pausa al final del Mioceno, mientras que el ritmo de convergencia tectónica se mantiene constante. Los factores determinantes podrían ser una diferencia en el ángulo de convergencia de las placas o un cambio climático relacionado con el aislamiento del Mar Caspio y el descenso de su nivel de base en unos cincuenta metros. Diferentes procesos de sedimentación se asocian a este episodio compresivo: en ambientes continentales en el Elburz occidental, en ambientes marinos poco profundos o costeros en el borde sur con gypsum y restos calcáreos. Por último, los aluviones cuaternarios rellenan las depresiones en el piedras de pie.

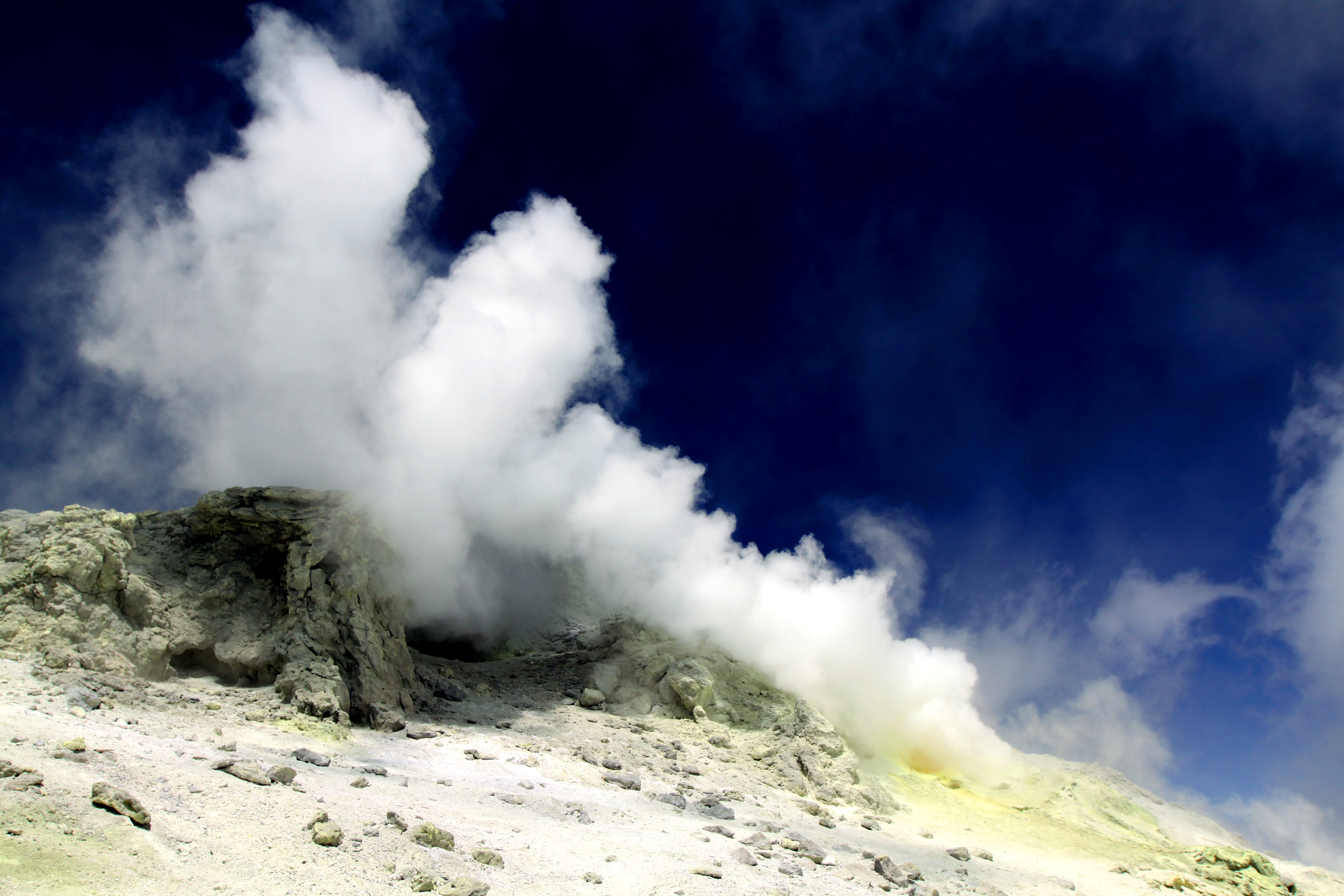
Vista de fumarolas y depósitos de azufre en el Monte Damavand

 Elburz absorbe actualmente entre el 30 y el 40% de la convergencia entre las dos placas, que asciende a casi 22 mm/año. La colisión da lugar, en general, a empuje en la parte central de Elburz y a caída senescente en las partes occidental y oriental de la cordillera, con fallas oeste-noroeste y este-noroeste respectivamente. Los montes Talych son una excepción, con un fold de norte a sur en su franja oriental. El engrosamiento de la crustal, del orden de 35 kilómetros, es inusualmente bajo para una cordillera de las dimensiones del Elburz, que implica una Raíz de la corteza poco profunda y una astenosfera relativamente poco profunda.
El monte Damavand es un volcán cuyo actual cono tiene un volumen de traqui-andesita de más de 400 km3; descansa sobre los restos de un cono más antiguo que puede datar de casi 1,8 Ma. Dominando el Elburz central, su origen parece sin embargo independiente de la orogenia de la cadena. Podría estar relacionado con un punto caliente en relación con una delaminación litosférica bajo el efecto de una pluma magmática.
Las glaciacioness fueron relativamente extensas en el Elburz en el Cuaternario y la asociada dejó circos, amplios valles de barranco y grandes, es decir, sobrecargados en sedimento fluvio-glaciar.

Mapa geológico de Elburz.
Cuaternario
Rocas volcánicas del Eoceno (formación Karaj)
Mezcla ofiolítica y asociaciones del Cretácico
Secuencias del Jurásico Medio al Neógeno
Intrusiones
Grupo Shemshak Metamórfico
Grupo Shemshak
Precámbrico a Triásico Medio de Irán Central
Precámbrico a Triásico Medio de la Precordillera de Elburz
Unidades deformadas anteriores al Triásico Superior
Sedimentos metamorfoseados prejurásicos de Elburz
Formación metamórfica paleozoica de Torud
Complejos metamórficos de Shanderman y Gasht
Unidades del Paleozoico superior de Turan

### Clima

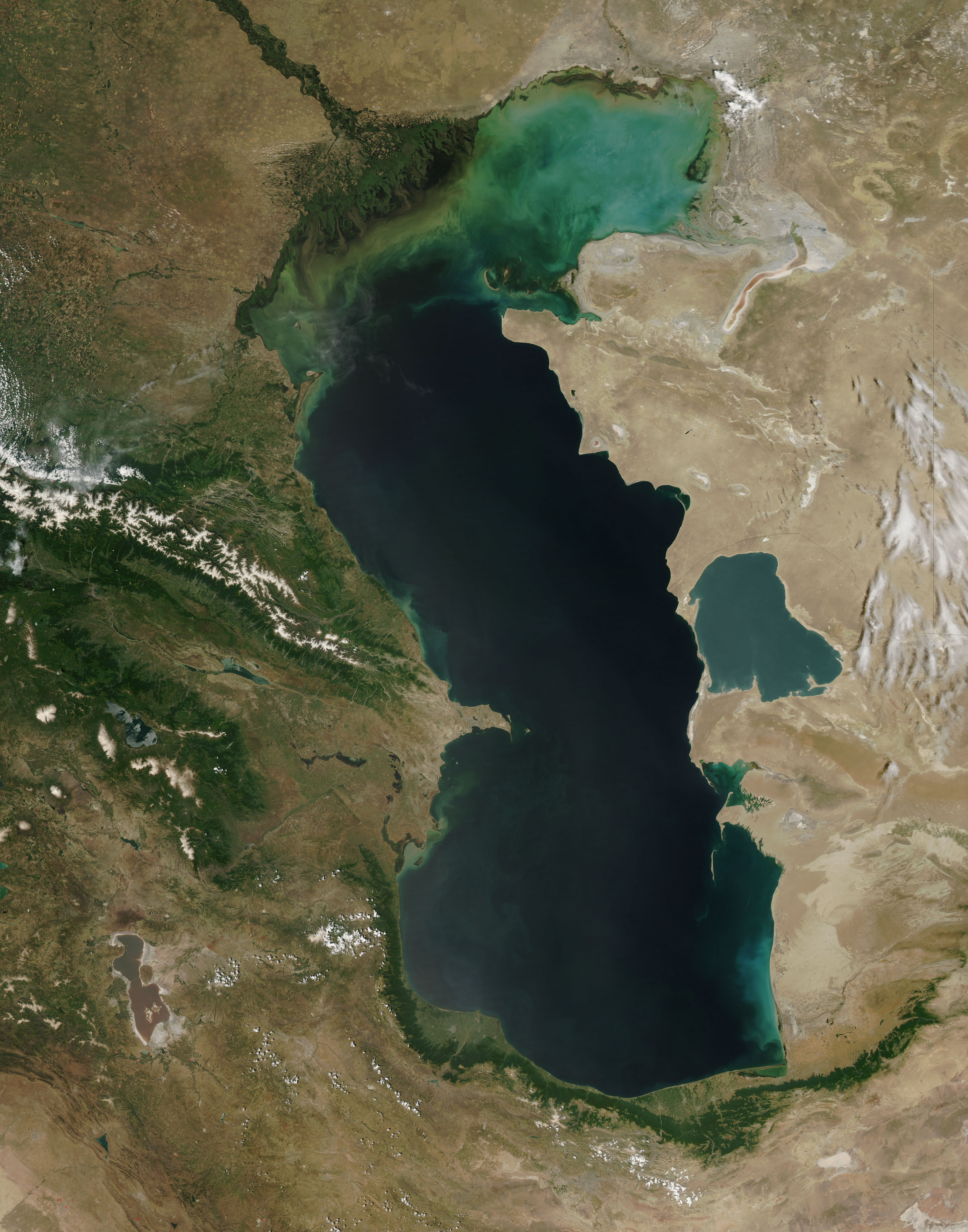
Vista satelital del Mar Caspio con, al sur, el borde verde correspondiente a la vertiente norte del Elburz

El clima en la cordillera presenta una pronunciada asimetría. Las vertientes septentrionales suelen estar sometidas a masas de aire cargadas de humedad procedentes del Mar Caspio. Están influenciados por el Alto de Siberia, que es más activo en invierno. La vertiente sur está bajo la influencia del anticiclón subtropical cuyo aire se seca al pasar por la meseta iraní.
En el oeste y el centro de Elburz, las laderas del norte están sometidas a un régimen de lluvias entre subhúmedo y perhúmedo; reciben más de 1000 mm al año en el piamonte y hasta 1800 mm en altitudes medias y al pie de los montes Talych. Las precipitaciones se producen aquí durante todo el año, con un máximo a principios de otoño, cuando el mar aún está caliente, con, por ejemplo, más de 300 mm en septiembre y octubre en Bandar-e Anzali. En esta parte de Guilan, cerca del desfiladero de Sefid Roud, las masas de aire están en contacto directo y provocan un frente meteorológico inestable. Un segundo pico, menos pronunciado, se observa en torno al mes de marzo; esto se explica en parte, sobre todo en el lado suroeste, por las perturbaciones procedentes del Mar Mediterráneo. En invierno, las precipitaciones se producen en forma de nieve y aportan un importante manto de nieve. Sin embargo, entre la 3000 metros de altitud, se funde en quince días, dando paso a procesos periglaciares. La circulación atmosférica es generalmente de noroeste a sureste en verano y de noreste a suroeste en invierno, está en gran parte bloqueada por las crestas orientadas perpendicularmente, así como por el clima continental más estable y seco por encima de 2200 a 2500 de altitud. Esta circulación atmosférica invernal, cuando las precipitaciones son más favorables, explica el aumento del gradiente pluviométrico de este a oeste, donde la superficie del mar cubierta es mayor. En el corazón del Elburz central, el periodo más lluvioso es el comienzo de la primavera, pero de junio a septiembre, las tormentas apenas llegan a los fondos de los valles y se instala la sequía. En estas regiones llueve una media de 400 mm al año. Al sur de la cordillera, el fenómeno de la sombra de lluvia tiende a reducir las precipitaciones a 280 o incluso 250 mm, con grandes variaciones estacionales y anuales. En la presa de Latyan, en un valle al noreste de Teherán, la distribución de las precipitaciones sigue pareciéndose a la de las alturas, pero la sequía está más repartida en el tiempo y el régimen de lluvias es semiárido. En la árida capital, las precipitaciones mensuales 40 a 50 mm se producen de diciembre a abril, pero la sequía prevalece durante el resto del año, con los meses de julio a agosto generalmente desprovistos de lluvia. En el Elburz oriental, la pluviosidad es menor que en el resto de la cordillera y la aridez se deja sentir hasta las laderas septentrionales, aparte de algunas manchas húmedas en las cordilleras más altas. El pico de precipitaciones se produce en marzo con 70 a 90 mm, sin embargo Gorgan experimenta la sequía de junio a septiembre y en Gonbad-e Qabous, aún más al este, persiste desde aproximadamente mediados de abril hasta octubre; anualmente, caen allí cerca de respectivamente 600 y 300 mm.
La temperatura media anual es de 14 °C a nivel del mar en el norte y de 15 a 18 °C, con inviernos fríos, en el borde de la meseta iraní en el sur. En las laderas del norte, el clima es templado. Desde Bandar-e Anzali, en el oeste, hasta Gorgan, en el este, las temperaturas suben ligeramente pero se mantienen relativamente uniformes: las medias mensuales se sitúan entre 6 y 9 °C en invierno y entre 25 y 28 °C aproximadamente en verano. Los mínimos medios son 3 y 4 °C y los máximos medios son 29 y 33 °C. Durante el verano, se establece una capa de inversión de temperatura que mantiene un mar de nubes durante varias semanas sobre la cuenca del Caspio y limita la amplitud térmica. En Gonbad-e Qabous, la amplitud entre el invierno y el verano es mayor, con 1 °C y 36 °C respectivamente. En el corazón del Elburz central, a 2200m de altitud, las medias mensuales de verano se sitúan entre 17 y 18 °C con máximas medias de 26 °C. En invierno, las disparidades son mayores según la posición respecto a la línea de cresta principal: en el norte, mientras las mínimas alcanzan los -7 °C, las medias mensuales se mantienen ligeramente positivas; en el sur, en cambio, las medias son negativas de diciembre a marzo y las mínimas bajan hasta los -13 °C. Este clima frío invernal se deja sentir con fuerza en la vertiente sur, sobre todo en Teherán, donde las medias mensuales son de 5 °C en invierno y las mínimas medias son de 0 °C, mientras que en verano las temperaturas suben a una media de 30 °C con máximas de 36 °C.

### Ecosistemas
Elburz está dividido entre dos ecorregiones: los Bosques mixtos del Caspio Hircaniano en la vertiente norte y la estepa boscosa de Elburz en la vertiente sur.
El rápido derretimiento del manto de nieve en la etapa periglacial y el suministro muy corto de agua limitan fuertemente el fenómeno de soliflucción en el tiempo. Además, la sequía ralentiza la meteorización de la roca. Así, las zonas de formación avanzada de suelo son escasas, a excepción de los valles laterales de las laderas del sur y las arcillas coaluvionales  de las laderas húmedas del norte.

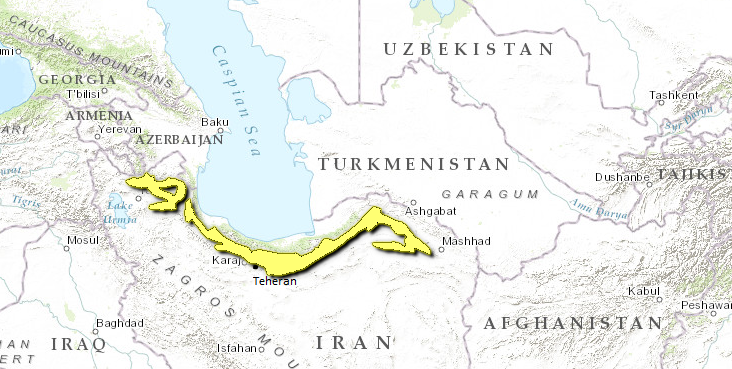
Mapa de Oriente Medio con una ecorregión representada por una frontera que corre hacia el sur a lo largo de la anterior. Localización de la estepa boscosa de Elburz.

#### Flora

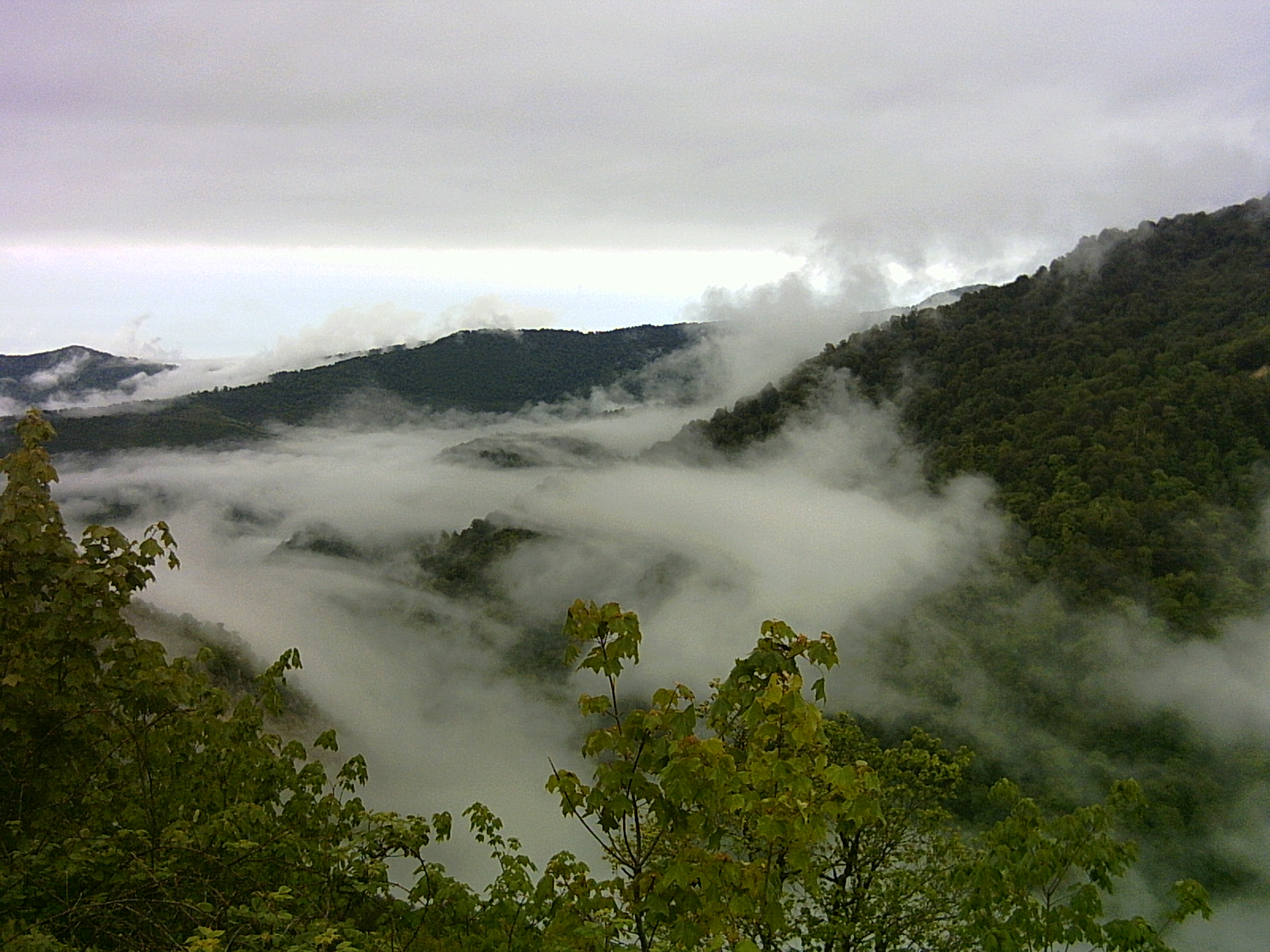
Vista del bosque hircaniano en el centro de Elburz

La ecorregión bosques mixtos del Caspio consta de varios etapas de vegetación. En el piamonte hasta 500 metros se encuentra un espeso bosque relicto fragmentado de terciario formado especialmente por el roble de hoja de castaño. (Quercus castaneifolia), el olmo del Cáucaso (Zelkova carpinifolia), Persian Parrot (Parrotia persica), árbol de la seda (Albizia julibrissin), de la Pterocarya caucásica (Pterocarya fraxinifolia), la haya de Caspio (Gleditsia caspica), el boxwood común (Buxus sempervirens), laurel de Alejandría (Danae racemosa), hierba suelta (Diospyros lotus), acebo común ('Ilex aquifolium) y estragón de Hircan (Ruscus hyrcanus). Entre 1000 y 2000 a 2200 m se encuentra el bosque de montaña del Caspio, dominio del Haya Oriental. (Fagus orientalis). Le acompaña el Arce asiático (Acer velutinum) y el arce de Capadocia (Acer cappadocicum); en el Elburz oriental, más seco, es sustituido por el carpe común. (Carpinus betulus) y aliso del Cáucaso (Alnus subcordata). Una Vegeneración mediterránea consigue sobrevivir en los valles más secos o mejor resguardados, como el Ciprés sempervirente. (Cupressus sempervirens) y el olivo (Olea europaea) en el valle de Sefid Roud, o el cedro chino (Platycladus orientalis) en el Elburz oriental. El bosque subhúmedo de roble de Persia (Quercus macranthera) y el Alfombra oriental (Carpinus orientalis) se da de forma discontinua entre 1800 y 2500 m. Se caracteriza por un crecimiento lento debido a la menor pluviosidad, los fuertes vientos, las temperaturas más frías y los suelos más pobres. Más allá están los prados y matorrales de montaña con herbáceas e incluso xerófilas.

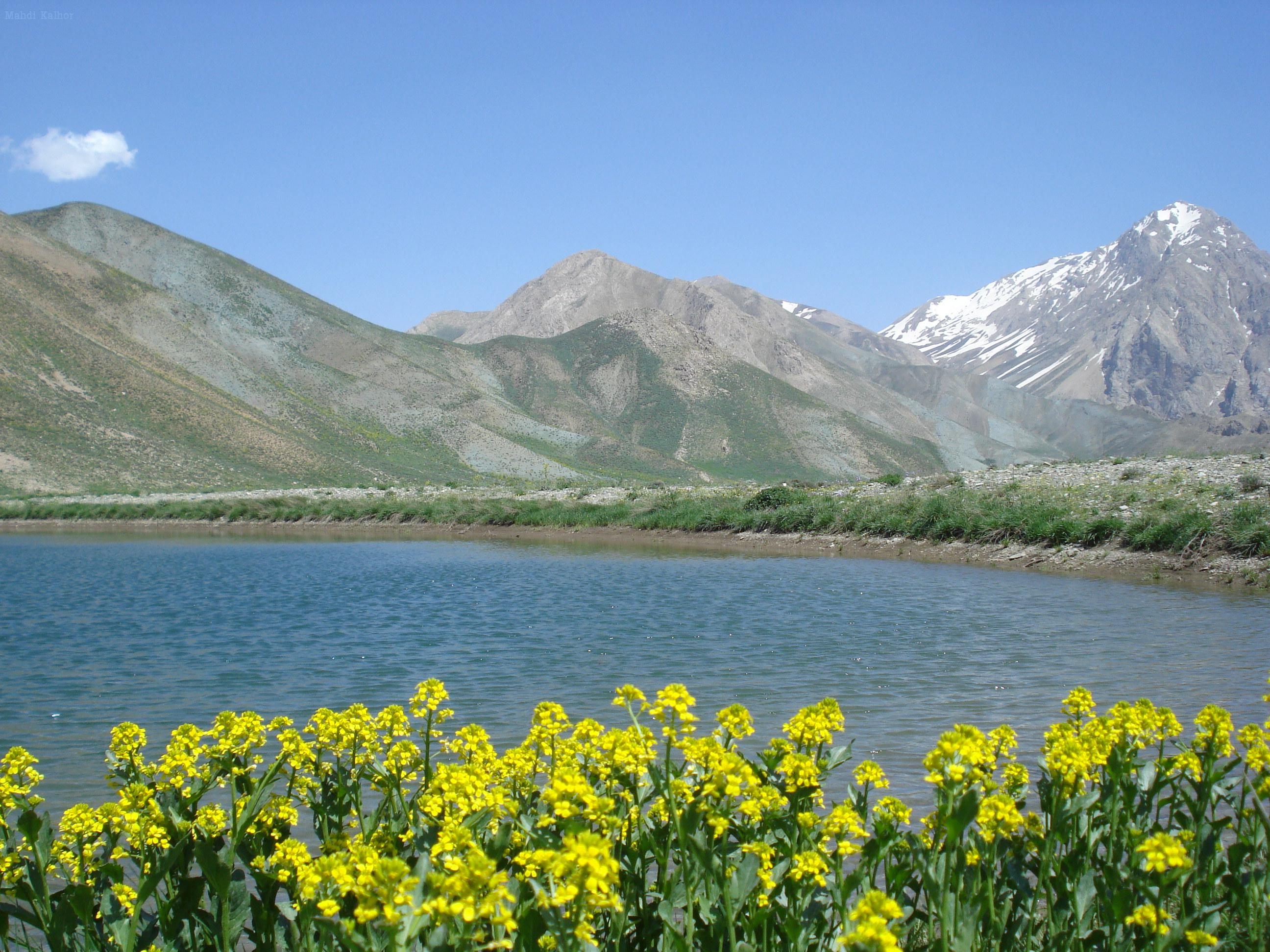
Vista en el Parque Nacional de Lar con astragales en primer plano.

En las laderas del sur, la estepa está dominada por especies de astragales (Astragalus) y la artemisa (Artemisia) con algunos matorrales en los barrancos. Inicialmente confinado en la meseta iraní, va mordisqueando el escenario entre la 1300 metros hasta ahora constituido por la Pistacho mudo. (Pistacia atlantica subsp. mutica), el almendro común (Prunus dulcis) y espinos (Crataegus sp.), así como la etapa de 1800 a 3000 m caracterizada por rodales escasos de Junior griego. (Juniperus excelsa). Estos bosques secos han sido muy degradados por el sobrepastoreo y la deforestación, especialmente para la fabricación de carbón vegetal, madera para la construcción y madera para  calefacción]].

#### Vida silvestre

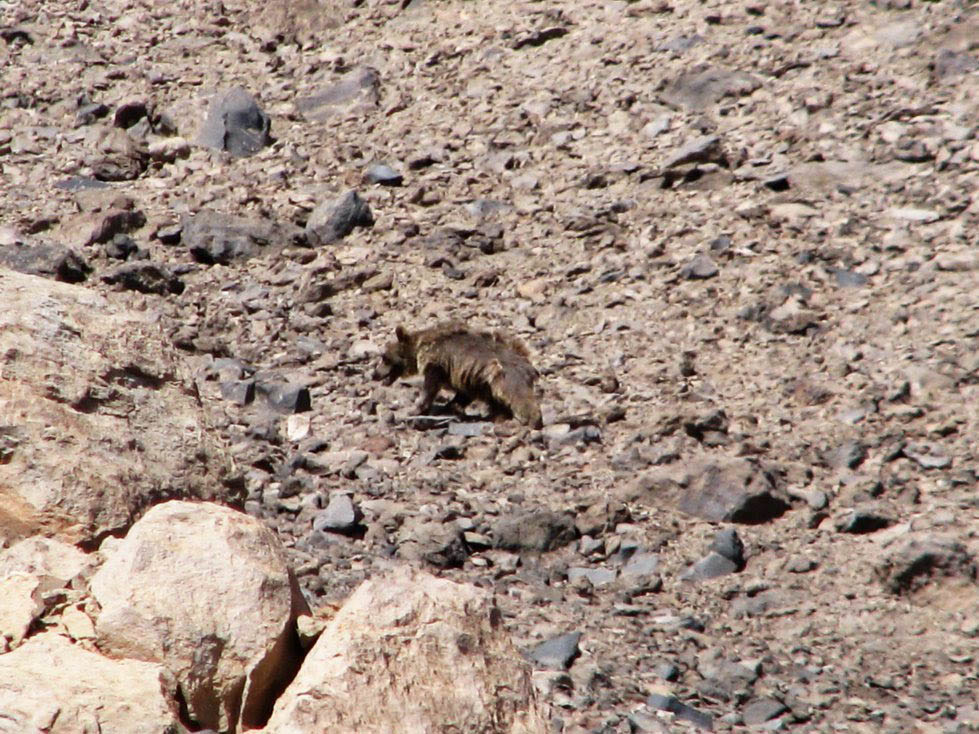
Vista de un oso pardo sirio a 4800 metros de altitud en la ladera noreste del monte Damavand.

El tigre del Caspio (Panthera tigris virgata) fue durante mucho tiempo el animal icónico de los bosques mixtos del Caspio Hircaniano, hasta su completa erradicación a finales del Siglo XX. La pantera persa (Panthera pardus saxicolor), el lince caucásico (Lynx lynx dinniki) y el gato de la jungla (Felis chaus) sobreviven allí entre los felinos. Otros mamíferos de esta ecorregión están representados especialmente por el oso pardo sirio. (Ursus arctos syriacus), el Jabalí euroasiático (Sus scrofa)·, el Lobo indio (Canis indica), el chacal dorado (Canis aureus), el tejón europeo (Meles meles) y la nutria europea (Lutra lutra). La oveja roja de Elburz (Ovis gmelini × vignei), el Ciervo rojo (Cervus elaphus), el Corzo europeo (Capreolus capreolus), la Cabra salvaje (Capra aegagrus aegagrus), la Gacela de Goiterio (Gazella subgutturosa), el Zorro Rojo (Vulpes vulpes) y la Zorro (Martes foina) prefieren los entornos abiertos de la estepa boscosa. La pantera persa, el gato de la selva, el lobo indio, el chacal dorado, el oso pardo sirio y el jabalí euroasiático están ampliando su área de distribución aquí.
Entre las aves que disfrutan de los bosques mixtos se encuentra el ['Ganso Greylag'] (Anser anser), el Ganso de frente blanca (Anser albifrons), el Ibis Falcinel (Plegadis falcinellus), la espátula euroasiática (Platalea leucorodia), la Garza de corona negra (Nycticorax) (Nycticorax nycticorax), el Ganso de pecho rojo (Branta ruficollis), Halcón Peregrino (Falco peregrinus), el Pelícano dálmata (Pelecanus crispus), la Garza real (Bubulcus ibis), el cangrejo peludo (Ardeola ralloides), el Flamenco Mayor (Phoenicopterus roseus) y la malvasía cabeciblanca (Oxyura leucocephala). El águila de Oro (Aquila chrysaetos), el Águila Pomarina (Clanga pomarina), el ratón de la miel (Pernis apivorus), el Azor norteño (Accipiter gentilis), el Buitre monje (Aegypius monachus), la Alondra monticular (Melanocorypha bimaculata), Pico negro (Dryocopus martius) y el faisán de Colchis (Phasianus colchicus), frecuentan preferentemente ambientes abiertos. El tetraogallus persa (Tetraogallus caspius) y el sisón (Tetrax tetrax) están adaptados a ambas ecorregiones{,}}.
Los reptiles están representados en particular por Paralaudakia caucasia y Trapelus ruderatus, presente en las laderas meridionales semiáridas del área de distribución que reciben más de 200 mm de precipitación al año, o por Darevskia defilippii y Eremias papenfussi', endémico de la cadena. Iranodon persicus y Iranodon gorganensis son anfibios que se encuentran en la mitad occidental de Elburz y en el este de Elburz respectivamente.

### Poblaciones

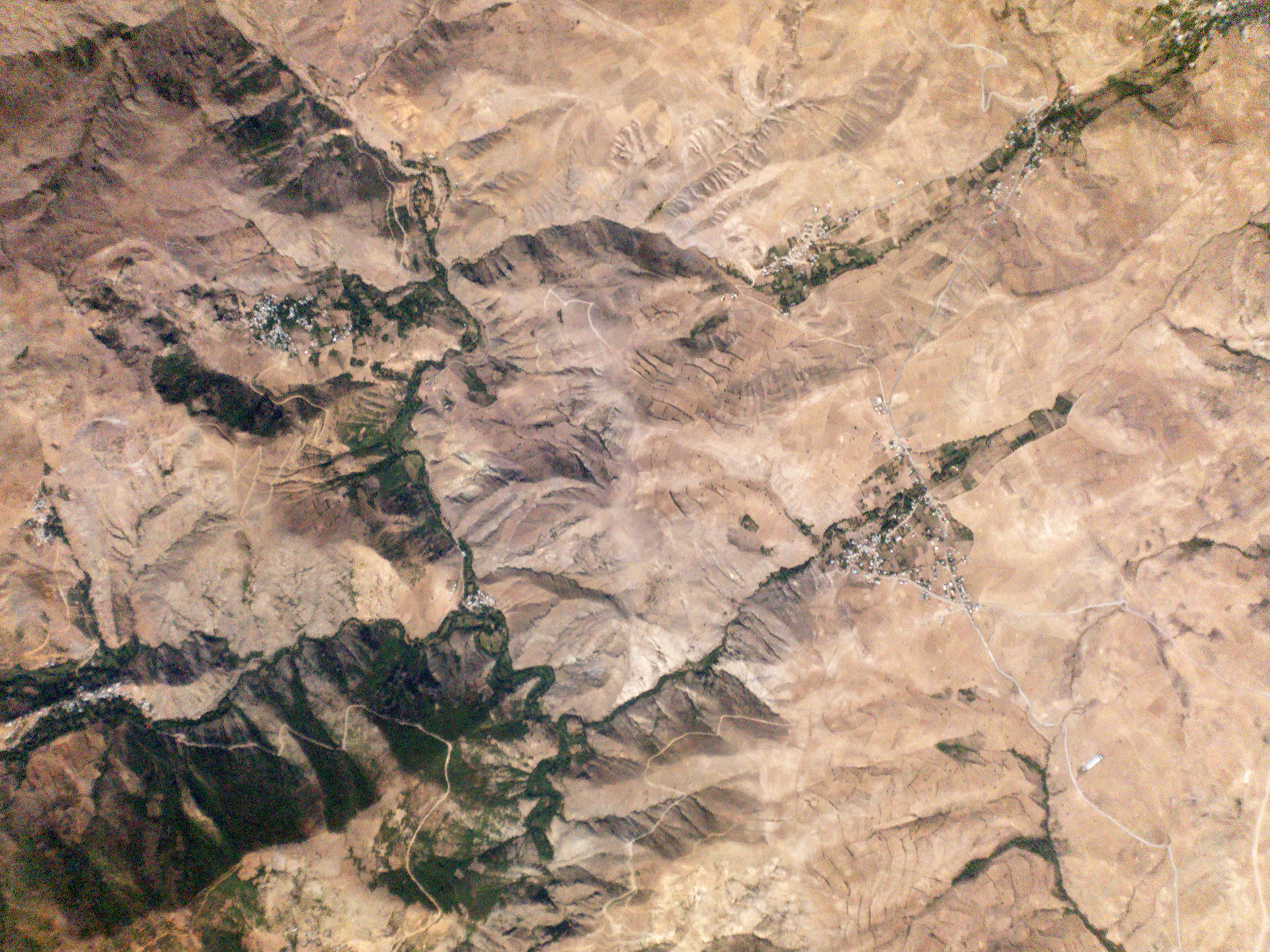
Vista aérea de un asentamiento disperso en valles cultivados del sur de provincia de Guilan.

Los valles del centro de Elburz albergan algunos asentamientos importantes: Deylaman, Kojur y Namar en la vertiente norte, Shahrud, Damavand y Firuzkuh en la vertiente sur. Sin embargo, no hay ningún centro urbano importante, aunque la población es relativamente densa y experimenta un importante crecimiento natural. Los jóvenes tienden a abandonar las aldeas tradicionales en favor de la creación de explotaciones perennes a mayor altitud orientadas al cultivo o a la ganadería. Las viviendas rurales, influenciadas por las construcciones de la llanura costera, suelen tener dos plantas con tejado plano y utilizan la madera como material de construcción, a excepción de los pueblos más altos, donde las viviendas son de una sola planta.

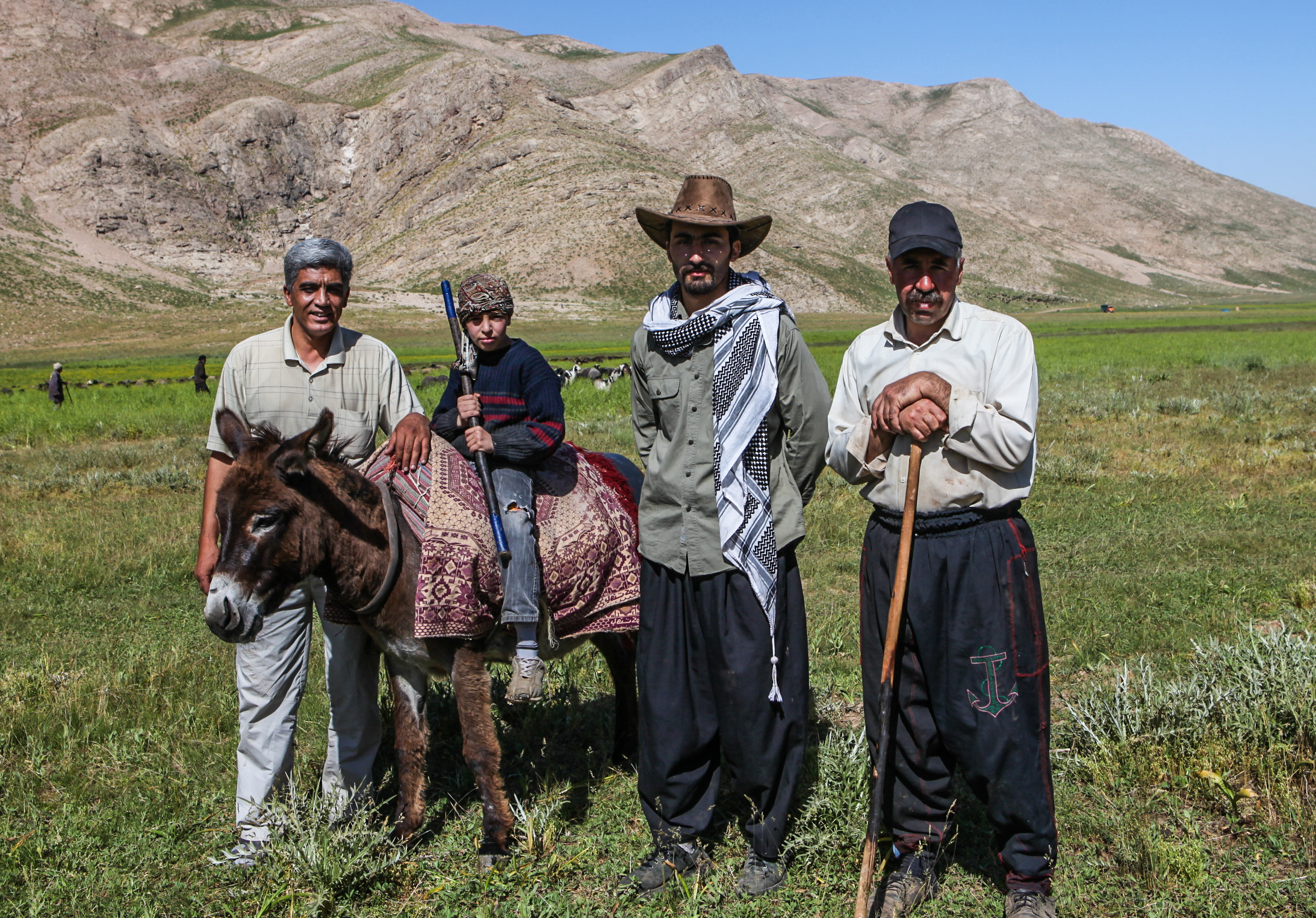
Retrato de seminómadas en el parque nacional de Lar

Mapa de distribución de las lenguas del noroeste de Irán habladas en Elburz

Los habitantes de las laderas del norte y de los valles altos hablan principalmente guilaki, en el desfiladero de Sefid-Rud y la llanura de Rasht, y mazandaraní en el centro y el este de Elburz Central. En las estribaciones del sur, hablan dialectos tati alrededor de Qazvin y al norte de Teherán y semnaní en Semnan y su región. El talysh (lengua)|talysh]] se habla en las montañas homónimas, en el oeste de Elburz, hasta Azerbaiyán. Estas cinco lenguas pertenecen a las las lenguas del noroeste. La cordillera ha sido poco permeada por el persa, que predomina en gran medida en la meseta iraní. Tribus seminómadas que hablan lori (Hedāvand), árabe (Kōti), Guilaki (Ali Kay), turco (Hosanlu), persa (ʿárabe) o sangsari (Sangsari) practican el pastoreo o la agricultura en las laderas del sur. Generalmente, pasan el verano en pequeños pueblos alrededor de los huertos (qeshlâq) en el Anti-Elburz y el invierno en las estribaciones para algunos, buscando estives (yeylâq) hacia el Elburz central durante el verano y en el Anti-Elburz durante el invierno para otros, realizando movimientos migratorios a menudo contradictorios. Están casi ausentes en las vertientes septentrionales de la cordillera, donde la sedentarización está más desarrollada, a excepción de los bosques de los montes Talych.